# Sachsen-Tour 2007
| 23. Sachsen-Tour 2007 | 23. Sachsen-Tour 2007 | 23. Sachsen-Tour 2007 |                   |
| --------------------- | --------------------- | --------------------- | ----------------- |
| Streckenlänge         | 5 Etappen, 726 km     | 5 Etappen, 726 km     | 5 Etappen, 726 km |
| Gelbes Trikot         | Joost Posthuma        | 18:28:59 h            |                   |
| Zweiter               | Bobby Julich          | + 0:29 min            |                   |
| Dritter               | Michael Schär         | + 0:31 min            |                   |
| Vierter               | Björn Schröder        | + 0:45 min            |                   |
| Fünfter               | Nicki Sørensen        | + 1:17 min            |                   |
| Sechster              | René Weissinger       | + 1:18 min            |                   |
| Siebenter             | Sebastian Siedler     | + 1:46 min            |                   |
| Achter                | Sergei Jakowlew       | + 2:03 min            |                   |
| Neunter               | Matti Breschel        | + 2:03 min            |                   |
| Zehnter               | Mariusz Witecki       | + 2:05 min            |                   |
| Grünes Trikot         | Eric Baumann          | 13 Punkte             |                   |
| Zweiter               | Björn Schröder        | 8 Punkte              |                   |
| Dritter               | Richard Geng          | 8 Punkte              |                   |
| Bergwertung           | William Walker        | 36 Punkte             |                   |
| Zweiter               | Chris Sørensen        | 30 Punkte             |                   |
| Dritter               | Tom Stubbe            | 26 Punkte             |                   |
| Kombinationswertung   | Stephan Schreck       | 37 Punkte             |                   |
| Zweiter               | William Walker        | 36 Punkte             |                   |
| Dritter               | Eric Baumann          | 30 Punkte             |                   |
| Nachwuchswertung      | Michael Schär         | 18:29:30 h            |                   |
| Zweiter               | William Walker        | + 2:36 min            |                   |
| Dritter               | Paul Voß              | + 3:01 min            |                   |
| Teamwertung           | Rabobank              | 55:30:20 h            |                   |
| Zweiter               | Team CSC              | + 0:37 min            |                   |
| Dritter               | Team Milram           | + 0:52 min            |                   |

Die 23. Sachsen-Tour fand vom 25. bis 29. Juli 2007 statt. Start und Ziel war wie im Vorjahr Dresden. Gesamtsieger wurde der Niederländer Joost Posthuma vom Team Rabobank.
An der Rundfahrt nahmen folgende Teams teil:
- 6 UCI ProTeams: Team Astana, Team CSC, Rabobank, Team Gerolsteiner, Team Milram und T-Mobile Team
- 3 Professional Continental Teams: Chocolade Jacques, Team Volksbank und Team Wiesenhof-Felt
- 7 Continental Teams: Thüringer Energie Team, Team Heinz von Heiden, Team 3C-Gruppe Lamonta, Team Notebooksbilliger.de, Team Regiostrom-Senges, Team Sparkasse
- Nationalteam Deutschland

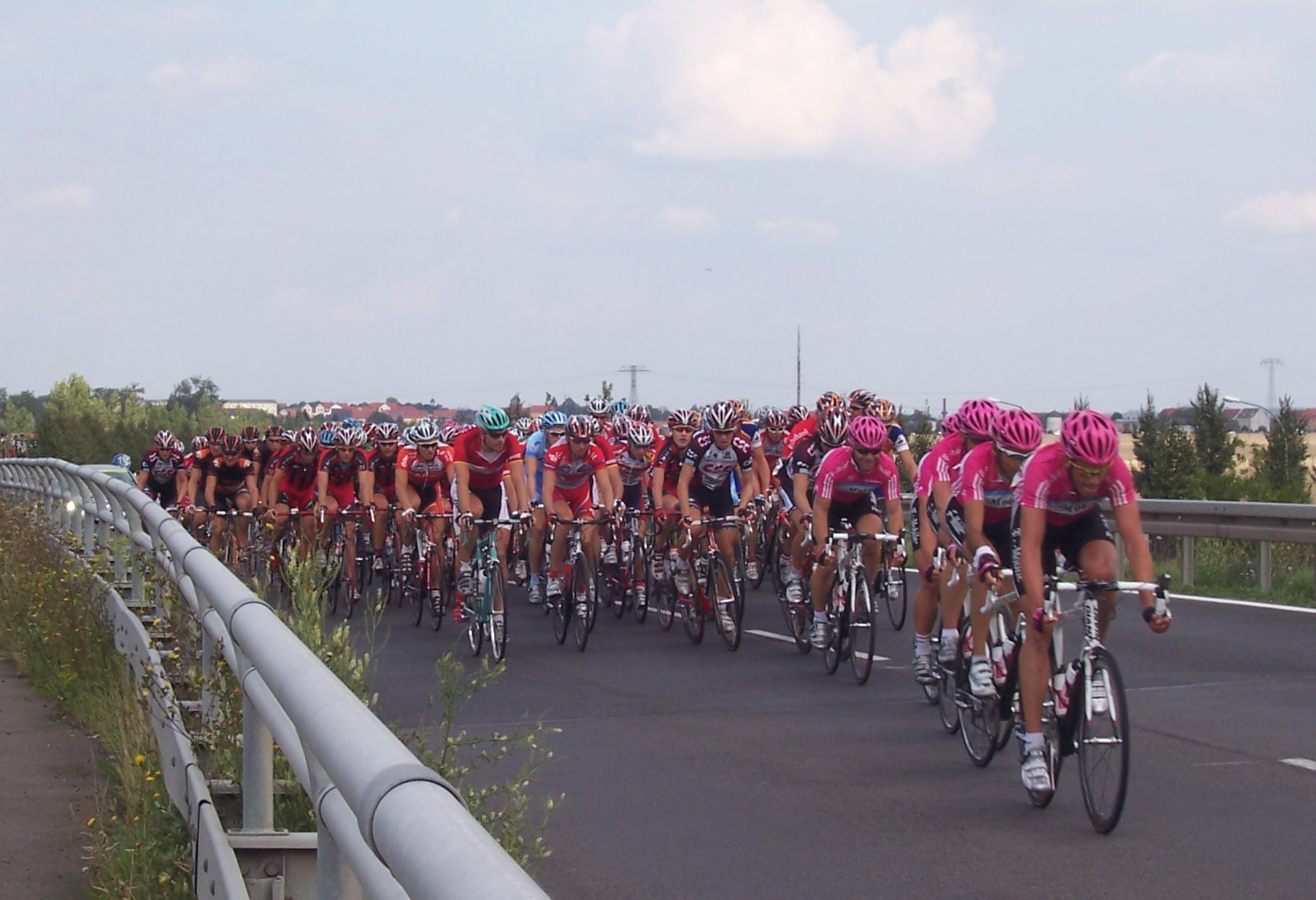
1. Etappe der Sachsen-Tour 2007 bei Eilenburg

Die 1. Etappe führte von der Landeshauptstadt Dresden nach Delitzsch. Sie wurde lange von einer vierköpfigen Ausreißergruppe geprägt, schließlich jedoch im Massensprint entschieden, den André Greipel von T-Mobile Team gewann.
Am darauffolgenden Tag konnte Greipel auf der 2. Etappe bereits seinen nächsten Tageserfolg verbuchen. Zunächst dominierte wieder eine Ausreißergruppe aus drei Fahrern das Geschehen, wurde jedoch auf dem Rundkurs in Auerbach von den Sprinterteams gestellt.

Strecke der Sachsen-Tour 2007

Das 3. Teilstück, die Königsetappe der diesjährigen Rundfahrt mit insgesamt fünf Bergwertungen, entschied Eric Baumann im Sprint für sich – bereits der dritte Sieg für T-Mobile. Er gehörte zu einer 29 Fahrer umfassenden Spitzengruppe, die im Ziel über 25 Minuten Vorsprung auf das Hauptfeld hatte.
Das 37 Kilometer lange Einzelzeitfahren der 4. Etappe gewann der Niederländer Joost Posthuma. Bei widrigen Wetterverhältnissen mit zahlreichen Regenschauern konnte kein anderer Fahrer Posthuma den Sieg streitig machen, so dass dieser auch das Gelbe Trikot des Gesamtführenden übernahm.
Die 5. und letzte Etappe, die nochmals ins Erzgebirge führte, entschied am Ende Stephan Schreck aus einer vierköpfigen Ausreißergruppe in Dresden für sich. Dies hatte jedoch keine Auswirkungen mehr auf das Gesamtklassement, in dem Joost Posthuma das Gelbe Trikot erfolgreich verteidigte.

## Etappen
| Etappen   | Tag      | Start – Ziel          | km    | Etappensieger   | Gelbes Trikot  |
| --------- | -------- | --------------------- | ----- | --------------- | -------------- |
| 1. Etappe | 25. Juli | Dresden–Delitzsch     | 149,5 | André Greipel   | André Greipel  |
| 2. Etappe | 26. Juli | Markkleeberg–Auerbach | 207   | André Greipel   | André Greipel  |
| 3. Etappe | 27. Juli | Eibenstock–Meißen     | 214   | Eric Baumann    | Björn Schröder |
| 4. Etappe | 28. Juli | Bautzen–Bautzen (EZF) | 037   | Joost Posthuma  | Joost Posthuma |
| 5. Etappe | 29. Juli | Dresden–Dresden       | 158   | Stephan Schreck | Joost Posthuma |